# Аскія Дауд
Аскія Дауд (бл. 1521 — 1582) — 8-й володар імперії Сонгаї в 1549—1582 роках. За його час імперія досягла найбільшого розширення і разом з тим відновилося протистояння з Саадитами.

## Життєпис
Походив з династії Аскія. Син Аскії Мохаммада I, володаря Сонгаї. Навчався Корану та іншим класичним ісламським наукам. 1545 року очолив війська, що завдали поразки Махмуду III, манси Малі, захопивши його столицю Ніані.
Посів трон після смерті свого брата Аскії Ісхака I у 1549 році. Продовжив політику, спрямовану на розширення імперії та водночас захист її кордонів на півночі та півдні. Для зміцнення зсередини проводив політику укладання шлюбів з представниками залежних держав і племен. Також призначив 4 своїх синів на ключові посади в державі. Крім того, протягом правління передав значні земельні володіння мусульманському духовенству (факіхам), на яке спирався. 
Аскія Дауд першим серед сонгайських правителів влаштував при дворі книгосховище, створив групу переписувачів, які для нього переписували книги.
Відбив напад племені мосі на чолі із Насером. Після чого 1550 року сам атакував їх володіння. Наступного року здійснив успішний похід проти фуланських міст Тоя, Кума і Тумані. 1552 року було здійснено похід з метою підкорити важливе хаусаське місто Кацина, але зазнав поразки. 1553 року було встановлено зверхність над державою Боргу, чим розширено кордон на схід.
1556 року поновився конфлікт з марокканським султанатом Саадитів. Війська султана Мухаммад аш-Шейх захопили соляні копальні в Тегазі, де вбили Мохаммада Ікаму, сонгайського управителя поселення (мондйо), низку вантажників солі. Втім закріпитися тут марокканці не змогли. 1557 року після смерті султана повернулися до себе. В подальшому загроза з боку Саадитів на деякий час зникла через початок їх протистояння з Португалією та Іспанією.
Цей час Аскія Дауд використав для переорієнтації торгівлі з марокканських портів до портів, які контролювала Османська імперія — в Триполітанії, Тунісі та Єгипті. Водночас відновив загарбницьку політику.
1558 року війська Сонгаї завдали поразки державі малінке Сума, а потім Ма Канті Фарану, султану сусідньої держави Дібікарала. У 1561—1562 роках здійснено нову військову кампанію проти мосі. Разом з тим почалися конфлікти з державою Борну. 1564 року здійснено нову кампанію проти Боргу, що не надіслала данину.
У 1577—1578 року за наказом Аскії було перебудовано велику мечеть Сіді-Яґ'я в Тімбукту. 1578 року здійснено успішний похід проти арабів і берберських племен, що мешкали на півдні та заході сучасної Мавританії. Разом з цим на півдні підкорено місто-державу Зубанку народу ґурма.
В цей час відбувається посилення Саадитів в Марокко, де султан Ахмад I 1578 року здобув перемогу над португальським військом та почав активну експансію. Для укладання миру Аскія Дауд відправив султанові подарунок у 10 тис. золотих пластинок.
1580 року марокканські війська атакували Тегазу, де захопили соляні копальні. Втім робітники усі повтікали, тому марокканці не мали змоги добувати сіль. В свою чергу Аскія Дауд заборонив гірникам повертатися до Тегази, відкривши копальні в Таоденні. У відповідь Ахмед I уклав з державою Борну союз проти Сонгаї.
1582 року епідемія чуми в Тімбукту завдала великої шкоди. Цим скористалися війська фульбеської держави Масіна, що атакували місто Дженне, але отримали відсіч. У відповідь війська Сонгаї сплюндрували землі Масіни. Невдовзі після цього Аскія Дауд помер. Йому спадкував син Мохаммад аль-Хадж.